# ある婦人の肖像
ある婦人の肖像（あるふじんのしょうぞう、The Portrait of a Lady）は、ヘンリー・ジェイムズによる長編小説。1880年から1881年にかけて「The Atlantic Monthly and Macmillan's Magazine」誌に掲載され、1881年に出版された。一般に、ジェイムズの初期の最高傑作とされる。そのため、数あるジェイムズによる小説の中でも、特に著名かつ人気である。

## 概要
主人公の若く元気なアメリカ人女性イザベル・アーチャーは大金を相続するが、2人のアメリカ人駐在員によるマキャヴェリ的陰謀の犠牲になる。彼女は圧倒的とも感じられる自身の運命に立ち向かう。
ジェイムズによる他の多くの作品と同様に、ヨーロッパ（主にイギリスとイタリア）が舞台で、新世界と旧世界の違いに対するジェイムズの継続的な関心を反映しており、多くの場合は前者が犠牲とされる。また、個人の自由、責任、裏切りをテーマとして深く扱っている。

## あらすじ
ニューヨーク州アルバニー出身のイザベル・アーチャーは、母方の叔母であるリディア・タッチエットに招待され、父親の死後、ロンドン近郊の彼の邸宅にいるリディアの裕福な夫ダニエルを訪ねた。そこで、イザベルは彼女の叔父、彼女の友好的な無効ないとこラルフ・タッチエット、そしてタッチエットの頑強な隣人、ロード・ウォーバートンに出会う。
イザベルは後にウォーバートンの突然のプロポーズを断った。彼女はまた、カリスマ的な息子であり、裕福なボストン工場の所有者の相続人であるキャスパー・グッドウッドの手を拒否した。イザベルはキャスパーに惹かれるが、彼女の独立へのコミットメントはそのような結婚を排除し、彼女は彼女の自由の犠牲を要求すると感じていた。
長老のタッチエットは病気になり、息子のラルフの要請により、彼の死後、財産の多くをイザベルに残した。彼女の大きな遺産を持って、イザベルは大陸を旅し、フローレンスでアメリカ人駐在員のギルバート・オズモンドに会う。イザベルは以前にウォーバートンとグッドウッドの両方を拒否していましたが、オズモンズのプロポーズを受け入れます。イザベルがタッチエットの邸宅で会った別のアメリカ人駐在員である、熟練したが信頼できないマダムメルルによって、積極的にプロポーズされたことに気がつかない。
イザベルとオズモンドはローマに定住するが、オズモンドの圧倒的な自我と妻への真の愛情の欠如のために、彼らの結婚は急速に悪化。イザベルは、オズモンドの最初の結婚で娘と推定されるパンジーが好きになり、若いアートコレクターであるエドワードロシエと結婚したいという願いを叶えたいと、考えた。
卑劣なオズモンドは、パンジーが以前にイザベルにプロポーズしたウォーバートンのプロポーズを受け入れることを好むであろう。しかしイザベルは、ウォーバートンがパンジーに再び近づくために、パンジーに興味を持っているように見せかけているのではないかと疑う。紛争は、不幸な結婚の中でさらに緊張を引き起こす。
イザベルは、ラルフがイギリスの彼の地所で死にかけていることを知り、最後の数時間彼のところに行く準備したが、オズモンドは勝手にこの計画に反対した。一方イザベルは、義理の姉から、パンジーは実際には、オズモンドと数年間不倫関係にあったマダム・メルルの娘であることを知った。
イザベルはパンジーに最後の訪問をする。パンジーはいつか戻るように必死に頼むが、イザベルはしぶしぶ約束。それから彼女は、意地悪な夫に言わずに、イギリスで死にゆくラルフを慰めるために去る。そこで彼女は彼の死まで残る。
グッドウッドは、ラルフの邸宅で彼女に出会い、オズモンドを離れて彼と一緒に来るように彼女に頼んだ。彼は情熱的に彼女を抱きしめてキスしたが、イザベルは逃げた。グッドウッドは翌日彼女を探し出すが、彼女はローマに向けて再出発したとされる。
しかし、この物語の結末は曖昧であり、読者は、イザベルが高貴な悲劇で結婚に苦しむためにオズモンドに戻ったのか（パンジーのために）、それとも、パンジーを救い出してオズモンドを離れるのか、について疑問に感じるようになっている。